# Capitale fisico
Il capitale fisico di un'impresa è costituito da tutte le risorse non umane, come ad esempio gli impianti, i macchinari e gli immobili utilizzati per la produzione di beni e per la loro vendita.